# Гильдесгеймский клад

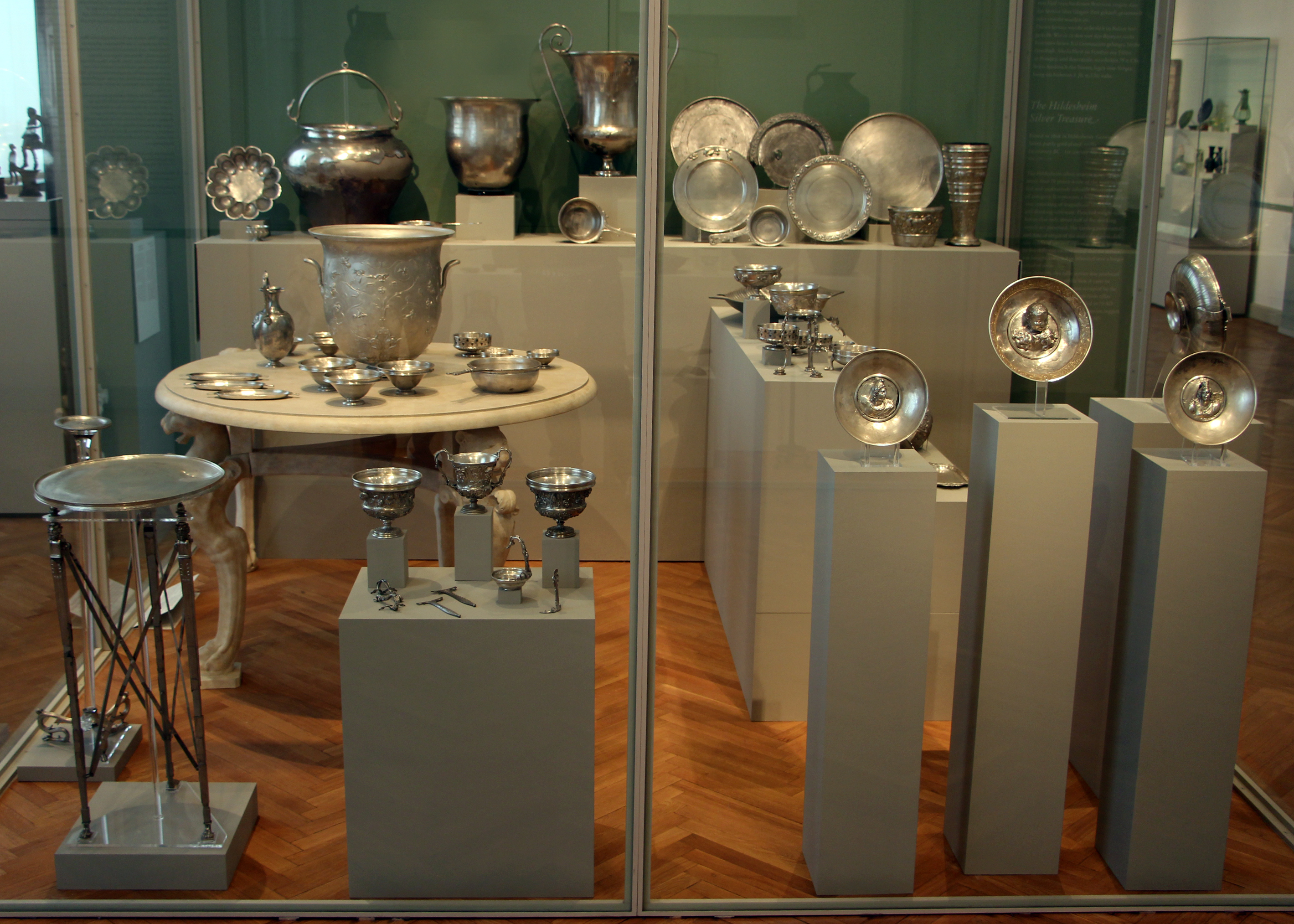
Гильдесгеймский клад

Гильдесге́ймский клад — клад из 69 изделий из серебра (сосудов, тарелок и иных предметов для еды, питья и другого назначения), найденный 17 октября 1868 года в немецком городе Гильдесгейм. Найденные сокровища считаются крупнейшей коллекцией римского серебра, когда-либо найденного за пределами границ Римской империи.
Большинство сокровищ датируется примерно I веком до н. э. Считается, что предметы из клада были столовыми предметами римского полководца, возможно, Публия Квинтилия Вара, который вёл военные действия в Германии. При этом некоторые учёные предполагают, что эти предметы были скорее военными трофеями, нежели столовыми предметами. Большинство ученых сейчас признают, что все предметы из Гильдесгеймского клада были сделаны в приграничных мастерских северо-западных римских провинций.
Клад был найден на глубине 2 м под землёй прусскими солдатами. В настоящее время предметы клада находятся в коллекции Античного собрания (Старый музей) в Берлине. Копии предметов были сделаны для Музея Виктории и Альберта и гальванокопии для Пушкинского музея.

## Некоторые предметы

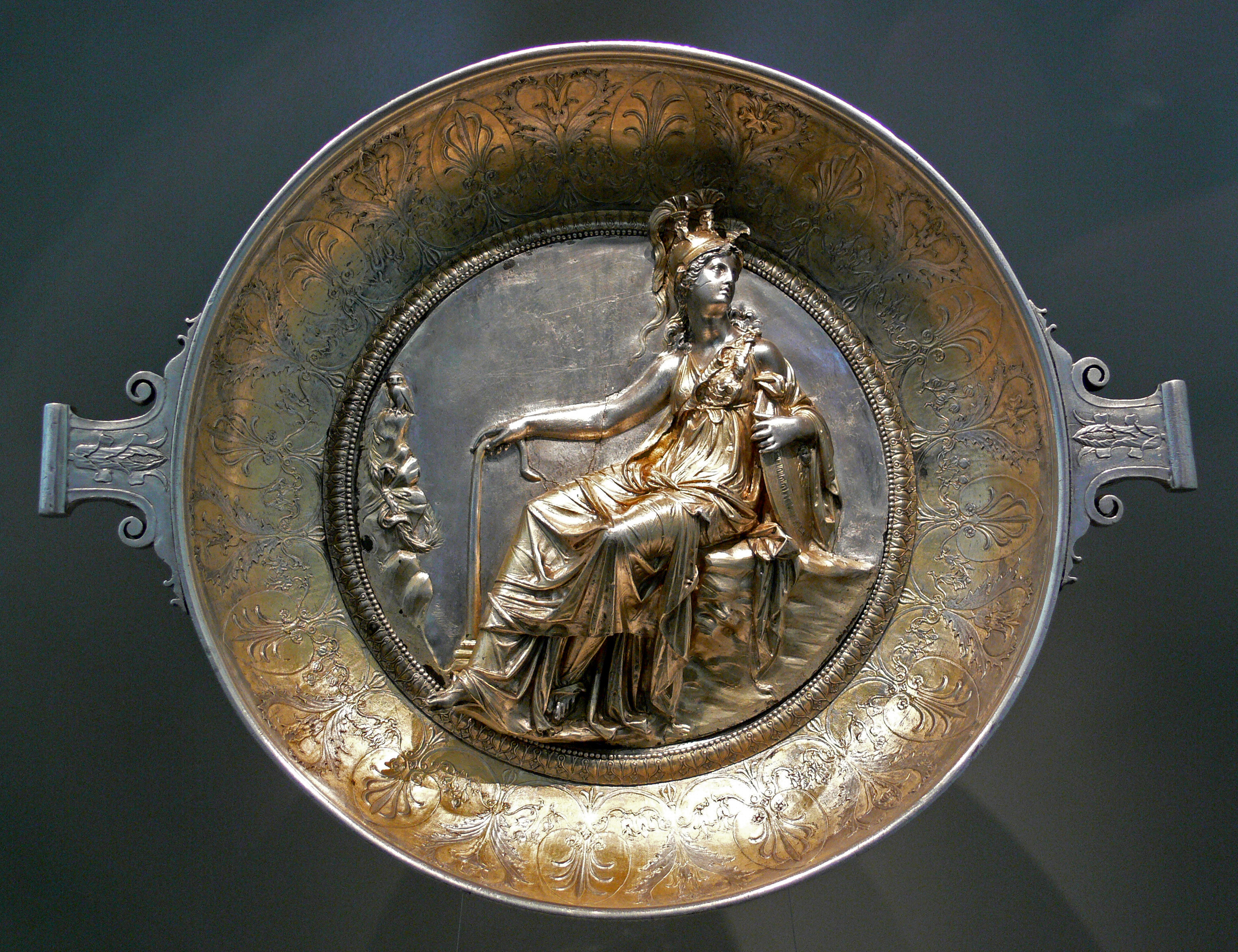
Чаша с изображением Афины из клада

Клад содержит тарелки, супницы, чашки, бокалы, подносы, ковши, яйцо-держатели, солонки, а также небольшой складной трехногий столик, канделябр и трехногий пьедестал.
Одним из самых красивых предметов является так называемая Чаша Минервы (или Чаша Афины). На чаше изображена Минерва, которая сидит на скале-троне и держит трость в правой руке и щит в левой. Богиня одета в свой боевой головной убор и халат, по правую руку от неё сидит сова. Чаша имеет две ручки, каждая размером 3,4 см в длину. Сама чаша весит 2,388 кг, имеет 25 см в диаметре и 7,1 см в глубину.